# Chloropoea burgessi
Chloropoea burgessi är en fjärilsart som beskrevs av Jackson 1951. Chloropoea burgessi ingår i släktet Chloropoea och familjen praktfjärilar. Inga underarter finns listade i Catalogue of Life.